# Compagnie des prêtres de Saint-Sulpice
La Compagnie des prêtres de Saint-Sulpice, appelés aussi Sulpiciens, est une société de vie apostolique catholique fondée en 1645 à Paris par Jean-Jacques Olier de Verneuil (1608-1657). Ses membres sont appelés des Sulpiciens, menant une vie commune sans vœux. À ce titre, ils ne sont pas considérés comme des religieux. La compagnie est nommée en l'honneur de Sulpice le Pieux. Ils signent « P.S.S. ».

## Fondation
L'origine de la Compagnie est intimement liée au grand mouvement d'évangélisation et de rénovation chrétienne qui s'est développé en France au XVIIe siècle. En effet, le concile de Trente avait prescrit la création de séminaires (qui n'existaient alors pas) pour une meilleure formation du clergé de la réforme catholique.
Le 31 décembre 1641, Jean-Jacques Olier fonda un séminaire à Vaugirard, le séminaire Saint-Sulpice, qui le suivit lorsqu'il fut nommé curé de la paroisse de Saint-Sulpice à Paris. En 1645, pour assurer un encadrement de valeur à son séminaire, il fonde la compagnie des prêtres de Saint-Sulpice, dits Messieurs de Saint-Sulpice. Sollicité par de nombreux évêques pour leur diocèse, il dut envoyer des Sulpiciens jusqu'au Canada (Nouvelle-France), ouvrant un séminaire à Montréal en 1657.
Ils s'installent à Nantes en 1649, à Viviers en 1650, au Puy en 1652, à Clermont en 1653, à Lyon, à Limoges, etc.

## Historique et rayonnement

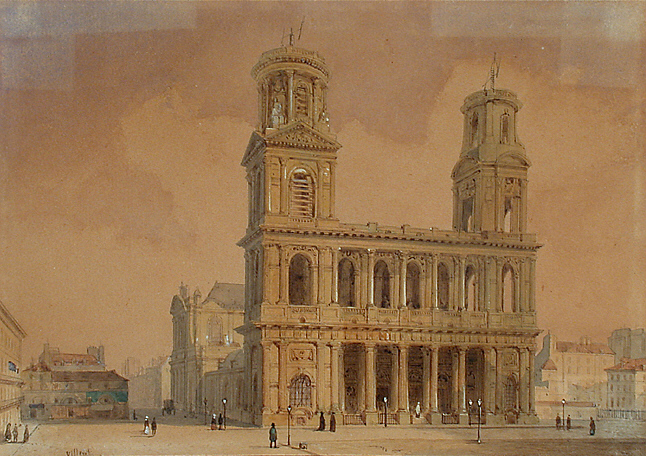
Église de Saint-Sulpice de Paris.

Le rayonnement des Sulpiciens est dû, après la mort de M. Olier, à Alexandre Le Ragois de Bretonvilliers (1621-1676) qui donne une organisation juridique à la compagnie. Il la fait approuver, le 3 août 1664, par le légat d'Alexandre VII, le cardinal Chigi, qui leur donne la permission d'ouvrir un noviciat. Les Messieurs de Saint-Sulpice sont reconnus comme « une compagnie de prêtres séculiers dédiés à Notre-Seigneur pour servir son clergé ». Ils n'émettent pas de vœux, mais des promesses de persévérance à l'intérieur de l'institut, et de ne pas accepter de bénéfices ecclésiastiques.
Les constitutions rédigées par M. de Bretonvilliers sont approuvées par le roi de France en 1713. Les Sulpiciens sont dispersés à la Révolution française, période particulièrement douloureuse pour la compagnie. Un certain nombre d'entre eux passent l'Atlantique et se replient à Baltimore, où ils ouvrent un séminaire, qui devient leur maison principale, jusqu'à ce que le séminaire de Paris soit rouvert en 1801 par Jacques-André Émery. Mais Napoléon le ferme peu après, et il faut attendre 1814 pour sa restauration complète. Louis XVIII l'approuve d'un point de vue civil le 3 avril 1816. Pie IX confirme l'approbation de 1664, en 1863. Les constitutions sont définitivement approuvées par le Saint-Siège en 1931, sous le pontificat de Pie XI.
Les Sulpiciens ont dirigé des grands séminaires et assuré la formation permanente du clergé en France, en Amérique du Nord comme du sud, au Viet Nam comme au Japon et en Afrique. L'activité missionnaire et pastorale des Sulpiciens était particulièrement importante en Nouvelle-France, où la société assura notamment le service spirituel de Ville-Marie, futur Montréal (ce terme désignait l'île et non la ville au début), depuis le séminaire de Saint-Sulpice.
Les Sulpiciens sont au nombre de quatre cents, dont cent quatre-vingt-cinq Français, dans vingt-huit maisons. Ils sont connus pour leur dévotion mariale.

## Personnalités
Au Canada, en 1671, François Dollier de Casson est nommé Supérieur de l'Ordre de Saint-Sulpice et Grand Vicaire de Montréal. Il fera ériger dès 1674 la première église Notre-Dame puis en 1684 il pose les premières pierres du vieux séminaire de Saint-Sulpice de la rue Notre-Dame. Il est aussi l'auteur de L'Histoire du Montréal, dédié aux infirmes du Séminaire de Saint-Sulpice à Paris.
L'ancien primat national et archevêque de Québec était un sulpicien du nom de Marc Ouellet, ensuite préfet pour la congrégation des évêques. Paul-Émile Léger, archevêque de Montréal, Lionel Gendron, évêque de Longueuil et feu le cardinal Édouard Gagnon étaient également membres de cette compagnie.
En France, plusieurs prélats sont d'anciens Sulpiciens :
- Gilbert Gaspard de Montmorin de Saint-Hérem (1691-1770), ancien évêque de Langres ;
- Jean-Baptiste Brunon (1913-1997), ancien évêque de Tulle ;
- François Frétellière (1925-1997), ancien évêque de Créteil ;
- Gaston Poulain (1927-2015), ancien évêque de Périgueux et Sarlat ;
- Émile Marcus (1930), ancien archevêque de Toulouse ;
- Georges Soubrier (1933), ancien évêque de Nantes ;
- Joseph Doré (1936), ancien archevêque de Strasbourg ;
- Michel Moutel (1938-1998), ancien évêque de Nevers et archevêque de Tours.
- Jean-Marc Micas (1963), évêque de Tarbes et Lourdes ;

Autres personnalités membres de la Compagnie :
- François de Caulet (1610-1680) ;
- Gabriel Souart (1611-1691) ;
- Gabriel de Tubières de Caylus(1612-1677) ;
- Louis Tronson (1622-1700) ;
- François-Saturnin Lascaris d'Urfé (1644-1701) ;
- René Bréhant de Galinée (1645-1678) ;
- François Vachon de Belmont (1645-1732) ;
- Louis Champion de Cicé (1648-1727) ;
- Joseph La Colombière (1651-1723) ;
- René-Charles de Breslay (1658-1735) ;
- Jean Baudoin (1662-1698) ;
- Charles-Maurice Le Peletier (1665-1731) ;
- Clément Robert (1671-1736)
- Louis Normant Du Faradon (1681-1759) ;
- Pierre-Herman Dosquet (1691-1777) ;
- Antoine Déat (1696-1761) ;
- François Picquet (1708-1781) ;
- Louis Legrand (1711-1780) ;
- Étienne Montgolfier (1712-1791) ;
- Jean-Baptiste Curatteau (1729-1790) ;
- Ignace-François de Joannis de Verclos (1733-1801) ;
- Nicolas-Marie Fournier de La Contamine (1760-1834) ;
- Jean-Baptiste David (1761-1841) ;
- Jean Dubois (1764-1842) ;
- Guillaume-Valentin Dubourg (1766-1833) ;
- Denys Affre (1793-1848) ;
- Michel Portier (1795-1859) ;
- André Jean Marie Hamon (1795-1874) ;
- Joseph-Vincent Quiblier (1796-1852) ;
- Armand-François-Marie de Charbonnel (1802-1891) ;
- Arthur-Marie Le Hir (1811-1868) ;
- Jean-André Cuoq (1821-1898) ;
- Benjamin-Victor Rousselot (1823-1889) ;
- Louis-Frédéric Colin (1835-1902) ;
- Fulcran Vigouroux (1837-1915) ;
- Louis-Claude Fillion (1843-1927) ;
- Adolphe Tanquerey (1854-1932) ;
- Fernand Mourret (1854-1938) ;
- Joseph Tixeront (1856-1925) ;
- Arthur Guindon (1864-1923) ;
- François-Louis Auvity (1874-1964) ;
- Pierre-Fourier Evrard (1876-1956) ;
- Étienne Blanchard (1883-1952) ;
- Olivier Maurault (1886-1968) ;
- Émile Osty (1887-1981) ;
- René Fontenelle (1894-1957) ;
- Albert Gelin (1902-1960) ;
- Joseph Colomb (1902-1979) ;
- Albert-Félix de Lapparent (1905-1975) ;
- Jean Trouillard (1907-1984) ;
- Clément Morin (1907-2004) ;
- Jean Augier (1909-1997) ;
- André Feuillet (1909-1998) ;
- Henri Cazelles (1912-2009) ;
- Gérard Tremblay (1918-2019) ;
- Jehan Revert (1920-2015) ;
- Irénée Noye (1921-2022) ;
- Raymond d'Izarny (1922-2015) ;
- Paul Bony (1924) ;
- André Naud (1925-2002) ;
- Raymond Edward Brown (1928-1998) ;
- Georges Morand (1930-2014) ;
- Gilles Chaillot (1931-2018) ;
- Émilius Goulet (1933) ;
- Mitsuaki Takami (1946) ;
- Christian-Philippe Chanut (1948-2013) ;
- Pierre de Martin de Viviés (1961).

### Supérieurs de la Compagnie
- Jean-Jacques Olier (1641-1657) ;
- Alexandre Le Ragois de Bretonvilliers (1657-1676) ;
- Louis Tronson  (1676-1700) ;
- François Leschassier (1700-1725) ;
- Charles-Maurice Le Peletier (1725-1731) ;
- Jean Cousturier (1731-1770) ;
- Claude Bourachot (1770-1777) ;
- Pierre Le Gallic (1777-1782) ;
- Jacques-André Émery (1782-1811) ;
- Antoine du Pouget Duclaux (1814-1826) ;
- Antoine Garnier (1826-1845) ;
- Louis de Courson (1845-1850) ;
- Joseph Carrière (en) (1850-1863) ;
- Michel Caval (1864-1875) ;
- Henri Icard (1875-1893) ;
- Arthur Captier  (1894-1901) ;
- Jules-Joseph Lebas (1901-1904) ;
- Pierre-Henri Garriguet (1904-1929) ;
- Jean Verdier (1929-1940) ;
- Pierre Boisard  (1945-1952) ;
- Pierre Girard (1952-1966) ;
- Jean-Baptiste Brunon (1966-1972) ;
- Constant Bouchaud (1972-1984) ;
- Raymond Deville (1984-1996) ;
- Lawrence B. Terrien (1996-2008) ;
- Ronald D. Witherup (2008-2022) ;
- Shayne Craig (depuis 2022).

## Voir aussi

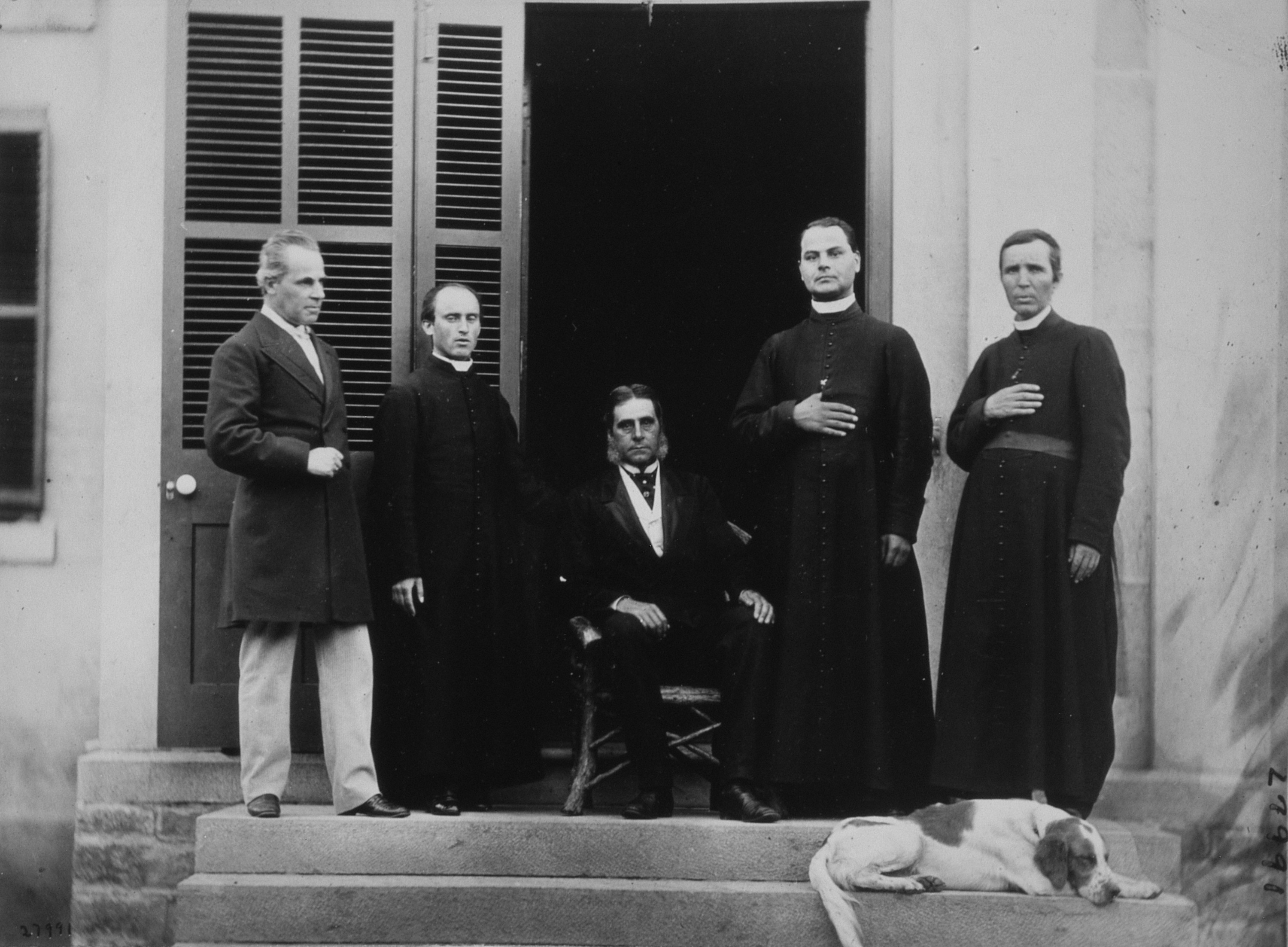
George-Étienne Cartier comptait parmi ses clients les Sulpiciens, Montréal, 1867.